# Jardines del Triunfo (Granada)

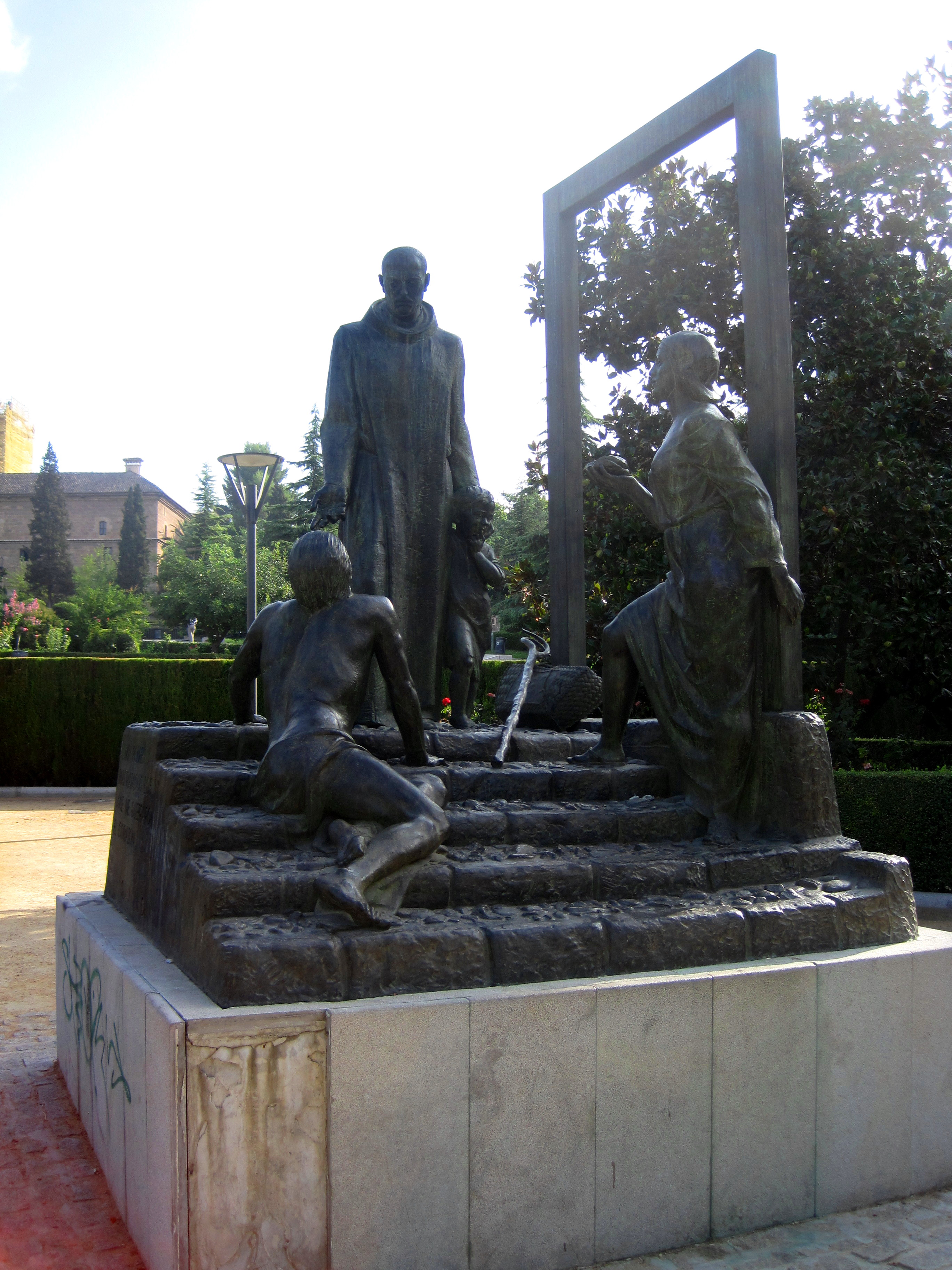
Denkmal für San Juan de Dios, Jardines del Triunfo

Der Jardines del Triunfo (manchmal auch Plaza del Triunfo) genannte Ort in Granada ist ein monumental gestalteter, zentraler Platz mit einem großen Wasserspiel und einer weithin sichtbaren Säulenstatue der Unbefleckten Jungfrau. Er dient zur Erholung und ist als Knotenpunkt für verschiedene Buslinien auch von verkehrstechnischer Bedeutung.

## Geschichte
Vor den Toren des maurischen Granada befand sich außerhalb der Puerta de Elvira bis zur Übergabe der Stadt an die Katholischen Könige ein Friedhof; im Laufe der Vergrößerung der Stadt entstanden in der Nähe Kirchen, verschiedene Prunkgebäude und eine Stierkampfarena; der freie Platz vor dem alten Stadttor wurde lange für Volksfeste verwendet. Nach der Eroberung der Stadt durch Napoleons Truppen wurden in diesem Bereich Hinrichtungen durchgeführt; auch nach dem Ende der Besatzung wurde dieser Nutzen beibehalten. Neben anderen Personen wurde hier 1831 die Freiheitskämpferin Mariana de Pineda Muñoz ermordet. 1856 wurde an dem Ort eine Gartenanlage mit Brunnen eingerichtet. Die heutige Anlagen stammt aus den 1960ern und wurde am Standort der alten Stierkampfarena eingerichtet; die Statue der Unbefleckten Empfängnis wurde von der Puerta de Elvira auf diesen Platz verlegt.

## Monumente

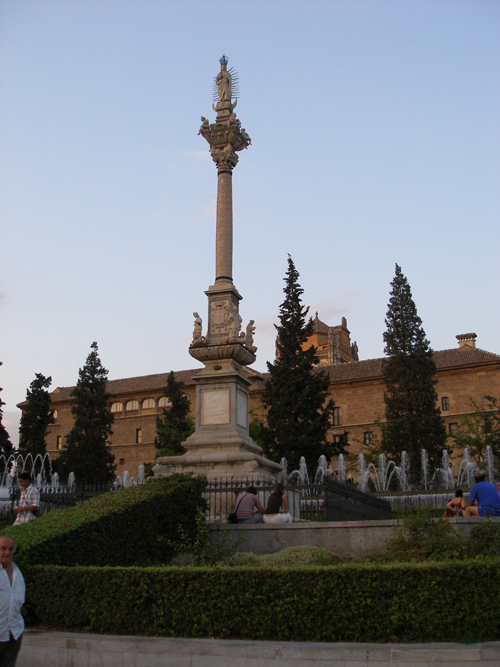
Statue der Unbefleckten Jungfrau, im Hintergrund das Hospital Real

Hinter dem 75 Meter langen Brunnen und die Säulenstatue der Unbefleckten Jungfrau von Alonso de Mena liegt das Hospital Real, heute Teil der Universität von Granada.
In den Jardines selbst findet sich auch ein Denkmal für San Juan de Dios, geschaffen von Miguel Moreno Romera.
Direkt angrenzend befindet sich der Kapuzinerkonvent mit Kirche und die Krypta des Fray Leopoldo.
In direkter Nähe befindet sich auch die Puerta de Elvira; der historische Plaza del Triunfo befindet sich direkt vor diesem ehemaligen Stadttor.